# Huamin (sockenhuvudort i Kina, Heilongjiang Sheng, lat 47,12, long 123,45)
Huamin (kinesiska: 华民, 华民乡) är en sockenhuvudort i Kina. Den ligger i provinsen Heilongjiang, i den nordöstra delen av landet, omkring 290 kilometer nordväst om provinshuvudstaden Harbin. Antalet invånare är 26 530. Befolkningen består av 12 779 kvinnor och 13 751 män. Barn under 15 år utgör 16,0 %, vuxna 15-64 år 76 %, och äldre över 65 år 7,0 %.
Runt Huamin är det ganska tätbefolkat, med 80 invånare per kvadratkilometer. Närmaste större samhälle är Hulan Ergi, 16,3 km nordost om Huamin. Trakten runt Huamin består till största delen av jordbruksmark.
Genomsnittlig årsnederbörd är 632 millimeter. Den regnigaste månaden är juli, med i genomsnitt 204 mm nederbörd, och den torraste är januari, med 5 mm nederbörd.